# Prix littéraires 2010
Liste des prix littéraires décernés au cours de l'année 2010 :

## Prix internationaux
- Prix Nobel de littérature : Mario Vargas Llosa (Pérou)[1]
- Prix européen de littérature : Tony Harrison (Grande-Bretagne)
- Prix Jean-Arp de littérature francophone : Denise Desautels (Canada)
- Prix des cinq continents de la francophonie : Liliana Lazar (Roumanie) pour Terre des affranchis
- Prix SACD de la dramaturgie francophone :  Evelyne de la Chenelière (Canada) pour Les Pieds des Anges
- Grand prix de littérature du Conseil nordique : Sofi Oksanen (Finlande) pour Purge
- Grand prix Afrique : Gabriel Okoundji (République du Congo) pour L'Âme blessée d'un éléphant noir.
- International IMPAC Dublin Literary Award (Prix littéraire international de Dublin) : Gerbrand Bakker (Pays-Bas) pour Boven is het stil (Là-haut, tout est calme)
- Prix Carbet de la Caraïbe et du Tout-Monde :  Évelyne Trouillot (Haïti) pour La mémoire aux abois
- Prix Tropiques : Raphaël Confiant (France) pour L'Hôtel du Bon Plaisir
- Grand prix du roman métis : Maryse Condé (France) pour En attendant la montée des eaux
- Neustadt International Prize for Literature : Duo Duo (Chine)
- Prix commémoratif Astrid-Lindgren : Kitty Crowther (Belgique)[2]

## Allemagne
- Prix Georg-Büchner : Reinhard Jirgl
- Prix Friedrich Hölderlin (Bad Homburg) : Georg Kreisler

## Belgique
- Prix Victor-Rossel : Ego Tango de Caroline De Mulder
- Prix Victor-Rossel des jeunes : La Maison de l'âme de Chantal Deltenre
- Prix Jean Muno : Fils de Rabelais de Valérie de Changy
- Prix littéraires de la Communauté française de Belgique :
  - Prix de la première œuvre : Fils de Rabelais de Valérie de Changy
  - Prix quinquennal de littérature : William Cliff pour l'ensemble de son œuvre
  - Prix du rayonnement des lettres à l'étranger : Yves Frémion
  - Prix Renaissance de la nouvelle : L'Homme qui parle en marchant sans savoir où il va de François Hinfray
- Prix de l'Académie royale de langue et de littérature françaises :
  - Prix biennal Émile Polak : Cartographie du vertige de Laurent Fadanni
  - Prix Alain Bosquet de Thoran : Michel Lambiotte pour l'ensemble de son œuvre
  - Prix Georges Lockem : De la marge de Damien Spleeters
  - Prix quinquennal Henri Davignon : Membra Jesu Nostri. Ce que Dieu ne dit que par le corps de Jean-Pierre Sonnet
  - Prix biennal Sander Pierron : On ne va pas se quitter comme ça ? de Ariane Le Fort
  - Prix Frans de Wever : D'aussi loin que je me souvienne, il s'est toujours levé tôt de Vincent Flamand
  - Prix biennal Emmanuel Vossaert : Littérature et ritualité. Enjeux du rite dans la littérature française contemporaine de Myriam Watthee-Delmotte
  - Prix Félix Denayer : Des feux fragiles dans la nuit qui vient de Xavier Hanotte
  - Prix biennal André Praga : Hêtre ou juste un clou dans la tête de Céline Delbecq
  - Prix quinquennal Albert Counson : Le Bon Usage, 14e édition de André Goosse
  - Grand prix biennal de la francophonie Nessim Habif : L'Assassinat d'Yvon Toussaint de Yvon Toussaint
- Prix Marcel Thiry : Décidément je t'assassine de Corinne Hoex

## Canada
- Concours du meilleur texte de quatre lignes : Annyck Martin
- Concours du meilleur texte de trois pages : Isabelle Racicot
- Grand prix du livre de Montréal : Perrine Leblanc pour L'homme blanc
- Grand prix Metropolis bleu : Dany Laferrière
- Prix Athanase-David : Suzanne Lebeau
- Prix du Gouverneur général :
  - Catégorie « Romans et nouvelles de langue anglaise » : Dianne Warren pour Cool Water
  - Catégorie « Romans et nouvelles de langue française » : Kim Thúy pour Ru
  - Catégorie « Poésie de langue anglaise » : Richard Greene pour More to Keep Us Warm
  - Catégorie « Poésie de langue française » : Danielle Fournier pour Effleurés de lumière
  - Catégorie « Théâtre de langue anglaise » : Robert Chafe pour Afterimage
  - Catégorie « Théâtre de langue française » : David Paquet pour Porc-épic
  - Catégorie « Études et essais de langue anglaise » : Allan Casey pour Lakeland: Journeys into the Soul of Canada
  - Catégorie « Études et essais de langue française » : Michel Lavoie pour C’est ma seigneurie que je réclame : la lutte des Hurons de Lorette pour la seigneurie de Sillery, 1650-1900
- Prix Giller : Johanna Skibsrud pour The Sentimentalists
- Prix littéraire France-Québec : Michèle Plomer pour HKPQ
- Prix littéraire Québec-France Marie-Claire-Blais : Vasilsca de Marc Lepape
- Prix Robert-Cliche : Simon Lambert pour La Chambre

## Chili
- Prix national de littérature : Isabel Allende (1942-)

## Corée du Sud
- Prix de l'Association des poètes coréens : Gang In-han pour 입술
- Prix Daesan
  - Catégorie « Poésie » : Choi Seung-ja pour Loin et amer
  - Catégorie « Roman » : Park Hyoung-su pour 새벽의 나나
  - Catégorie « Drame » : Choe Jina
  - Catégorie « Critique » : Kim Chi-su
  - Catégorie « Traduction » : Choe Ae-young et Jean Bellemin-Noël pour Interdit de folie
- Prix Dong-in : Kim In-sook pour Au revoir Elena
- Prix de littérature contemporaine (Hyundae Munhak)
  - Catégorie « Poésie » : Ko Hyeong-ryeol pour 옥수수수염귀뚜라미의 기억
  - Catégorie « Roman » : Park Seong-won pour 얼룩
  - Catégorie « Critique » : Sim Jingyeong pour 김애란을 다시 읽는다
- Prix Gongcho : Lee Sungboo pour 백비(白碑)
- Prix Hwang Sun-won : Lee Seung-u pour 칼
- Prix Jeong Ji-yong : Lee Dong-sun pour 발견의 기쁨
- Prix Kim Soo-young : Kim Seong-dae pour 귀 없는 토끼에 관한 소수 의견
- Prix Manhae : John Ralston Saul, catégorie « Littérature »
- Prix Midang : Jang Seoknam pour 가을 저녁의 말
- Prix Poésie contemporaine : Kwon Hyeog-ung
- Prix de poésie Sowol : Song Jae-hak pour 공중
- Prix Yi Sang : Park Min-gyu pour La porte du matin

## Danemark
- Prix Hans Christian Andersen : David Almond (Royaume-Uni)

## Espagne
- Prix Cervantes : Ana María Matute
- Prix Prince des Asturies : Amin Maalouf
- Prix Nadal : Clara Sánchez, pour Lo que esconde tu nombre
- Prix Planeta : Eduardo Mendoza, pour Riña de gatos. Madrid, 1936
- Prix national des Lettres espagnoles : Josep Maria Castellet
- Prix national de Narration : Javier Cercas, pour Anatomie d'un instant
- Prix national de Poésie : José María Millares (es), pour Cuadernos, 2000-2009 — posthume
- Prix national d'Essai : Anjel Lertxundi, pour Eskarmentuaren paperak — écrit en basque
- Prix national de Littérature dramatique : Lluïsa Cunillé (es), pour Aquel aire infinito
- Prix national de Littérature infantile et juvénile : Eliacer Cansino (es), pour Una habitación en Babel
- Prix Adonáis de Poésie : José Gutiérrez Román (es), pour Los pies del horizonte
- Prix Anagrama : Eloy Fernández Porta (es), pour  €®O$ (Eros). La superproducción de los afectos
- Prix Loewe : Joaquín Pérez Azaústre (es), pour Las Ollerías
- Prix de la nouvelle courte Casino Mieres : Damián Torrijos, pour La Balada del Trampero Sentimental
- Prix d'honneur des lettres catalanes : Jaume Cabré i Fabré (écrivain)
- Prix national de littérature de la Generalitat de Catalogne : Miquel de Palol i Muntanyola
- Journée des lettres galiciennes : Uxío Novoneyra
- Prix de la critique Serra d'Or : 
  - Josep Maria Castellet, pour Seductors, il·lustrats i visionaris. Sis personatges en temps adversos, biographie/mémoire.
  - Pau Faner (ca), pour El cant de l’Alosa, recueil de nouvelles.
  - Miquel de Palol i Muntanyola, pour El testament d'Alcestis, roman.
  - Cèlia Sànchez-Mústich, pour A la taula del mig, recueil de poésie.
  - Jaume Creus i del Castillo (ca), pour la traduction du recueil de poésie Poesía completa, de Anna Akhmatova.

## États-Unis
- National Book Award : 
  - Catégorie « Fiction » : Jaimy Gordon pour Lord of Misrule
  - Catégorie « Essais» : Patti Smith pour Just Kids
  - Catégorie « Poésie » : Terrance Hayes pour Lighthead
- Prix Agatha : 
  - Catégorie « Meilleur roman » : Louise Penny, pour The Brutal Telling
  - Catégorie « Meilleure nouvelle » :
- Prix Hugo :
  - Prix Hugo du meilleur roman : La Fille automate (The Windup Girl) par Paolo Bacigalupi et The City and the City (The City and the City) par China Miéville (ex æquo)
  - Prix Hugo du meilleur roman court : Palimpseste (Palimpsest) par Charles Stross
  - Prix Hugo de la meilleure nouvelle longue : L'Île (The Island) par Peter Watts
  - Prix Hugo de la meilleure nouvelle courte : Lunes de gel (Bridesicle) par Will McIntosh
- Prix Locus :
  - Prix Locus du meilleur roman de science-fiction : Boneshaker (Boneshaker) par Cherie Priest
  - Prix Locus du meilleur roman de fantasy : The City and the City (The City and the City) par China Miéville
  - Prix Locus du meilleur roman pour jeunes adultes : Léviathan (Leviathan) par Scott Westerfeld
  - Prix Locus du meilleur premier roman : La Fille automate (The Windup Girl) par Paolo Bacigalupi
  - Prix Locus du meilleur roman court : The Women of Nell Gwynne’s par Kage Baker
  - Prix Locus de la meilleure nouvelle longue : By Moonlight par Peter S. Beagle
  - Prix Locus de la meilleure nouvelle courte : Invocation de l'incuriosité (An Invocation of Incuriosity) par Neil Gaiman
  - Prix Locus du meilleur recueil de nouvelles : The Best of Gene Wolfe par Gene Wolfe
- Prix Nebula :
  - Prix Nebula du meilleur roman : Black-out / All Clear (Blackout/All Clear) par Connie Willis
  - Prix Nebula du meilleur roman court : The Lady Who Plucked Red Flowers beneath the Queen’s Window par Rachel Swirsky
  - Prix Nebula de la meilleure nouvelle longue : That Leviathan, Whom Thou Hast Made par Eric James Stone
  - Prix Nebula de la meilleure nouvelle courte : Poneys (Ponies) par Kij Johnson et How Interesting: A Tiny Man par Harlan Ellison (ex æquo)
- Prix Pulitzer :
  - Catégorie « Fiction » : Paul Harding pour Tinkers (Les Foudroyés)
  - Catégorie « Biographie et Autobiographie » : T. J. Stiles pour The First Tycoon: The Epic Life of Cornelius Vanderbilt
  - Catégorie « Essai » : David E. Hoffman pour The Dead Hand: The Untold Story of the Cold War Arms Race and Its Dangerous Legacy
  - Catégorie « Histoire » : Liaquat Ahamed pour Lords of Finance: The Bankers Who Broke the World
  - Catégorie « Poésie » : Rae Armantrout pour Versed
  - Catégorie « Théâtre » : Tom Kitt et Brian Yorkey pour Next to Normal

## France
- Prix mondial Cino Del Duca : Patrick Modiano pour l'ensemble de son œuvre
- Prix Goncourt : La Carte et le Territoire de Michel Houellebecq
  - Prix Goncourt du premier roman : HHhH de Laurent Binet
  - Prix Goncourt des lycéens : Parle-leur de batailles, de rois et d'éléphants de Mathias Enard
  - Prix Goncourt de la nouvelle : Concerto à la mémoire d'un ange d'Éric-Emmanuel Schmitt
  - Prix Goncourt de la poésie : Guy Goffette pour l'ensemble de son œuvre
  - Goncourt de la Biographie : Madame de Stael de Michel Winock
- Prix Médicis : Naissance d'un pont de Maylis de Kerangal
  - Prix Médicis étranger : Sukkwan Island de David Vann
  - Prix Médicis essai : La Couleur de nos souvenirs de Michel Pastoureau
- Prix Femina : La vie est brève et le désir sans fin de Patrick Lapeyre
  - Prix Femina étranger : Purge de Sofi Oksanen
  - Prix Femina essai : Elisée Reclus : géographe, anarchiste, écologiste de Jean-Didier Vincent
- Prix Renaudot : Apocalypse bébé de Virginie Despentes
  - Prix Renaudot essai : L'Affaire de l'esclave Furcy de Mohammed Aïssaoui
- Prix Interallié : L'Amour nègre de Jean-Michel Olivier
- Grand prix du roman de l'Académie française : Nagasaki d'Éric Faye
- Grand prix de la francophonie : Jean Métellus
- Prix de la BnF : Pierre Guyotat pour l'ensemble de son œuvre
- Prix des Deux Magots : Le Rêve entouré d'eau de Bernard Chapuis
- Prix France Culture-Télérama : La Centrale d'Élisabeth Filhol
- Prix du Livre Inter : Les Hommes-couleurs de Cloé Korman
- Grand prix RTL-Lire : Ru de Kim Thúy
- Prix du Quai des Orfèvres : Du bois pour les cercueils de Claude Rajon
- Prix Jean-Monnet de littérature européenne du département de la Charente : Hans Magnus Enzensberger (Allemagne) pour Hammerstein[3]
- Grand prix des lectrices de Elle : Ce que je sais de Vera Candida de Véronique Ovaldé
- Grand prix de l'Imaginaire :
  - Grand prix de l'Imaginaire « Roman » :
  - Grand prix de l'Imaginaire « Nouvelle » :
  - Grand prix de l'Imaginaire « Nouvelle étrangère » : Des choses fragiles (recueil) par Neil Gaiman
- Grand Prix de Poésie de la SGDL : Philippe Delaveau, Le Veilleur amoureux, (Gallimard)
- Prix du premier roman : Les Trois Saisons de la rage de Victor Cohen Hadria
- Prix des libraires : Des hommes de Laurent Mauvignier
- Prix Rosny aîné « Roman » : Tancrède, une uchronie de Ugo Bellagamba
- Prix Rosny aîné « Nouvelle » :
- Prix de Flore : Le Jour du roi d'Abdellah Taïa
- Prix Hugues-Capet : Louis-Philippe : le dernier roi des Français d'Arnaud Teyssier
- Prix Fénéon : Alice Kahn de Pauline Klein
- Prix du roman Fnac : Purge de Sofi Oksanen
- Prix du roman populiste : Il vous faudra nous tuer de Natacha Boussaa
- Prix Russophonie ex-aequo : Sophie Benech pour la traduction du Conte de la lune non éteinte de Boris Pilniak (Éditions Interférences) et Christina Zeytounian-Beloüs pour sa traduction du poème Premier rendez-vous d’Andreï Bely (Éditions Anatolia)
- Prix Maurice-Genevoix : Les Taiseux de Jean-Louis Ezine
- Grand Prix Jean-Giono : Charles Dantzig pour l'ensemble de son œuvre
- Prix du jury Jean-Giono : Nos cœurs vaillants de Jean-Baptiste Harang
- Grand prix du roman métis : En attendant la montée des eaux de Maryse Condé
- Prix du patrimoine Nathan Katz : Le Livre des neuf rochers de Rulman Merswin
- Prix Décembre : Philosophie sentimentale de Frédéric Schiffter
- Prix Wepler : Cronos de Linda Lê
- Prix littéraire des grandes écoles : L'Origine de la violence de Fabrice Humbert
- Prix Orange du Livre : Jacques Gélat pour Le Traducteur amoureux
- Prix RFO du livre : Mohammed Aïssaoui pour L'Affaire de l'esclave Furcy

## Italie
- Prix Strega : Antonio Pennacchi, Canale Mussolini (Mondadori)
- Prix Bagutta : Corrado Stajano (it), La città degli untori (Garzanti)
- Prix Bancarella : Elizabeth Strout, Olive Kitteridge
- Prix Campiello : Michela Murgia, Accabadora
- Prix Flaiano :
  - Fiction : Silvia Avallone pour Acciaio (Rizzoli), trad. D'acier (Liana Levi, 2011)
  - Poésie : ?
- Prix Napoli : Sergio De Santis, Nostalgia della ruggine (Mondadori) ; Benedetta Tobagi, Come mi batte forte il tuo cuore (Einaudi) ; Emanuele Trevi, Il libro della gioia perpetua (Rizzoli).
- Prix Raymond-Chandler : Michael Connelly
- Prix Scerbanenco : Elisabetta Bucciarelli (it) pour Ti voglio credere (Kowalski)
- Prix Stresa : Francesco Carofiglio, Ritorno nella valle degli angeli (Marsilio)
- Prix Viareggio :
  - Roman : Nicola Lagioia, Riportando tutto a casa (Einaudi)
  - Essai : Michele Emmer, Bolle di sapone. Tra arte e matematica (Bollati Boringhieri)
  - Poésie : Pierluigi Cappello, Mandate a dire all'Imperatore (Crocetti)

## Monaco
- Prix Prince-Pierre-de-Monaco : Dominique Bona

## Royaume-Uni
- Prix Booker : Howard Jacobson pour The Finkler Question (La Question Finkler)
- Prix James Tait Black :
  - Fiction : Tatjana Soli pour The Lotus Eaters
  - Biographie : Hilary Spurling pour Burying the Bones: Pearl Buck in China
- Orange Prize for Fiction : Barbara Kingsolver pour The Lacuna (Un autre monde)
- Prix John-Llewellyn-Rhys : Amy Sackville (en) pour The Still Point[4]

## Russie
- Prix Bolchaïa Kniga : Pavel Bassinski pour Léon Tolstoï : L'Évadé du paradis (Лев Толстой: Бегство из рая)
- Prix Booker russe : Elena Koliadina (ru) pour La Croix fleurie

## Suisse
- Prix Jan Michalski de littérature : Aleksandar Hemon (États-Unis), pour son roman Le Projet Lazarus (Robert Laffont)
- Prix Lipp Suisse : Jean-Marc Lovay pour Tout là-bas avec Capolino, Zoé
- Prix du roman des Romands : Yasmine Char pour La main de Dieu, Gallimard, 2008
- Prix Robert Walser : Patrick Hofmann, pour Die letzte Sau (Schöffling & Co)
- Grand prix C.F. Ramuz : Jean-Luc Benoziglio
- Prix Ahmadou-Kourouma : Florent Couao-Zotti, pour son polar Si la cour du mouton est sale, ce n’est pas au porc de le dire (Le Serpent à plumes)[5].